# ایده‌لو (کبودرآهنگ)
ایده‌لو، روستایی است از توابع بخش مرکزی شهرستان کبودرآهنگ در استان همدان ایران. این روستا در فاصله ۳۵ کیلومتری مرکز شهرستان قرار گرفته‌است. ایده‌لو از سمت غرب با علیصدر، از سمت شرق با قباق تپه و از سمت شمال با شیرین‌سو همسایه است. همچنین این روستا جوان ترین روستای شهرستان به حساب می آید. شغل مردم این روستا اغلب کشاورزی و دامداری است و سایر عموم دارای مغازه و فروشگاها، مکانیکی، نانوایی و… هستند که همین امر سبب وابستگی روستاهای کوچک اطراف به این روستا شده.ایده لو دارای یک سد خاکی می‌باشد که یکی از بزرگ‌ترین سدهای شهرستان به حساب می‌آید که هر ساله جلوه ای زیبا به این روستا می‌دهد. از دیگر ویژگی این روستا می‌توان به پست برقی که در ورودی روستا واقع شده‌است اشاره کرد که باعث تقویت برق روستاهای اطراف خود نیز شده‌است. محصولات این روستا انگور، خیار، سیب زمینی، سیر، سنجد، گوجه فرنگی، گندم، جو و… می‌باشد و همچنین دارای انبارهای متعدد و بسیار وسیع گندم و جو بوده که به شکل سوله ساخته شده و هر ساله منبع ذخیره غلات از بسیاری از روستاها و شهرستان‌ها است. مدیریت این روستا بر عهده دهیار (آقای رضا کریمی) و شورای مردمی است. ورزش مورد علاقه این روستا فوتبال بوده که قهرمانی‌های متعدد در سطح شهرستان و استانی کسب نموده‌اند.
دیگر امکانات این روستا:مهد کودک، مدارس ابتدایی و راهنمایی دخترانه، مدارس ابتدایی و راهنمایی پسرانه، چمن مصنوعی، پارک، درمانگاه، خانه بهداشت، مسجد جامع، باسکول ۶۰ تنی، سوله‌های کشاورزی، فروشگاه‌ها و مکانیکی‌های متعدد، پست بانک، نیروگاه پست برق،
حسینیه، اداره مخابرات و …

## جمعیت
این روستا در دهستان سرداران قرار داشته و بر اساس آخرین سرشماری مرکز آمار ایران که در سال ۱۳۹۵ صورت گرفته، جمعیت آن ۱۵۸۰ نفر (۴۶۹خانوار) بوده‌است.

## علت نامگذاری
ایده در زبان ترکی به معنای سنجد است. به دلیل وجود درختان سنجد فراوان در گذشته‌های بسیار دور در این روستا، این روستا را ایده لو نامگذاری کرده‌اند.

## ترین‌ها
آخرین روستا از بخش مرکزی شهرستان، مرتفع‌ترین روستای بخش مرکزی، دارای بلندترین دکل مخابراتی بخش مرکزی، دارای بیشترین زمین‌های زراعی و کشاورزی در کل شهرستان برای کاشت و برداشت، بیشترین فاصله با مرکز شهرستان از نظر مسافت